# Hemiplegie
Hemiplegie je obrna celé levé nebo pravé části těla. Tato nemoc je nejzávažnější formou kompletního ochrnutí jedné poloviny těla. Hemiplegie může být způsobena různými zdravotními příčinami, jako jsou vrozené genetické choroby, psychické trauma, nádorová onemocnění nebo mrtvice.

## Příznaky
V závislosti na typu diagnostikované hemiplegie mohou být ovlivněny různé tělesné funkce. Za prvotní příznaky se považuje např. částečná paralýza končetin na postižené straně. Za další poruchy, i když na první pohled to není zcela související, se diagnostikuje silná slabost obou končetin, ale ve skutečnosti je přímým důsledkem poškození postižené strany mozku.

## Léky
Léky jako librium a valium mohou sloužit k léčbě problémů spojených s horním motorickým nervovým syndromem. Léky se však mohou užívat až po řádné diagnostice pacienta a po prozkoumání jeho příčin a okolností. Tyto léky se užívají převážně pro pacienty s opakovanými záchvaty, které souvisejí s poraněním mozku.

## Rehabilitace
Rehabilitace je hlavní léčba osob s hemiplegií. Ve všech případech je hlavním cílem rehabilitace získat zpět základní pohybové funkce a kvality života. Fyzické i pracovní terapie mohou výrazně zlepšit stav pacienta a napomáhat k navrácení hybnosti končetin.